# Émile Durand (homme politique)
Pour les articles homonymes, voir Émile Durand et Durand.
Émile Durand, né le 9 septembre 1910 à Tonneins (Lot-et-Garonne) et mort le 9 décembre 2002 à Langon, est un homme politique français.

## Biographie
Après son certificat d'études, Emile Durand entre dans la vie active très jeune à l'âge de 12 ans, et devient secrétaire de mairie en 1934 à Sauviac (Gironde) et responsable de la MSA et de la Mutuelle de Guyenne et Gascogne. En 1945, il est secrétaire de mairie de la commune de Cudos, et y habite à partir de 1960.
Il est conseiller général du canton de Bazas de 1970 à 1982 et maire de Cudos de mars 1971 à mars 1989. 
Suppléant depuis 1973 du député Franck Cazenave, décédé en cours de législature, un peu plus d’un an après sa réélection de 1973, Émile Durand lui succède sur les bancs de l'Assemblée nationale. Aux élections législatives de 1978, il sera battu par le RPR, Pierre Lataillade.